# 마르코 판타니

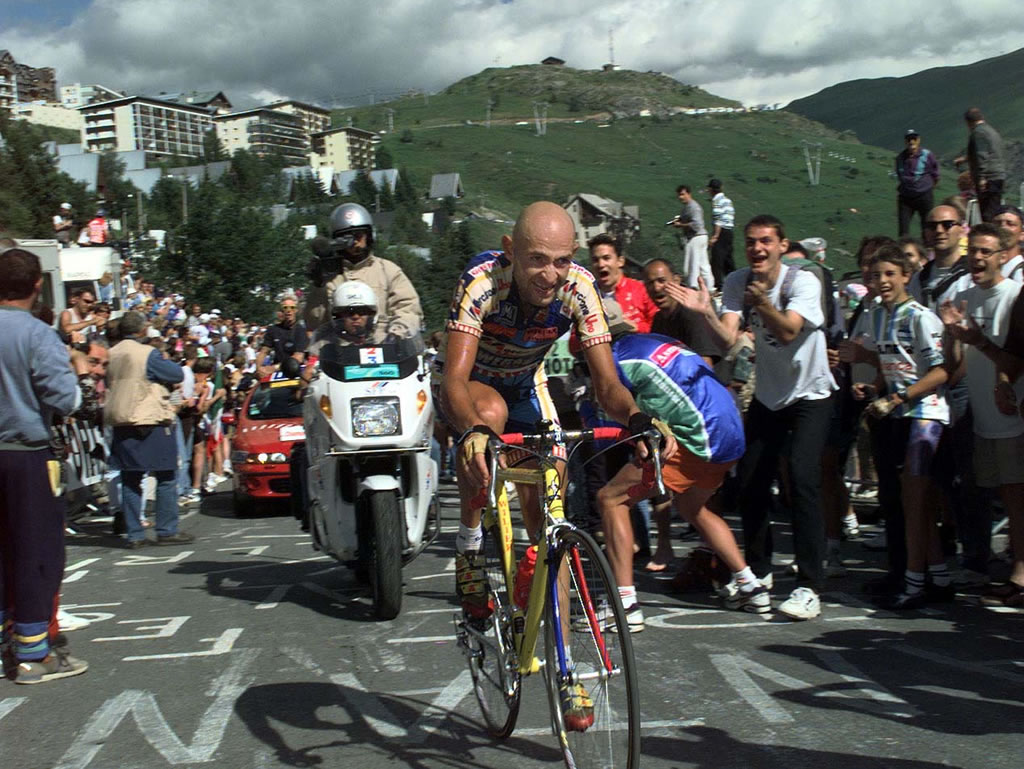
1997년 모습

마르코 판타니(Marco Pantani, 1970년 1월 13일 ~ 2004년 2월 14일)는 이탈리아의 도로 자전거 경기선수이다. 이 선수의 유산, 다른 라이더들의 신망, 그리고 기록 면에서 역사상 가장 위대한 클라이밍 전문가로 간주된다. Mont Ventoux (46:00), Alpe d'Huez (36:50),을 가장 빨리 오른 기록을 보유한다. 또, 랜스 암스트롱, 찰리 골 등의 선수들이 판타니의 클라이밍 스킬을 보고 환호했다.